# 雅库
雅库（法語：Jacou，法語發音：[ʒaku] ⓘ）是法国埃罗省的一个市镇，位于该省中东部，属于蒙彼利埃区。

## 地理
雅库（43°39'38.77"N, 3°54'37.18"E）面积3.43 平方千米，位于法国奧克西塔尼大區埃罗省，该省份为法国南部沿海省份，南濒地中海，西南接奥德省，西北接塔恩省和阿韦龙省，东北与加尔省接壤。
与雅库接壤的市镇（或旧市镇、城区）包括：泰朗、卡斯泰尔诺勒莱兹、克拉皮耶、勒克雷斯。
雅库的时区为UTC+01:00、UTC+02:00（夏令时）。

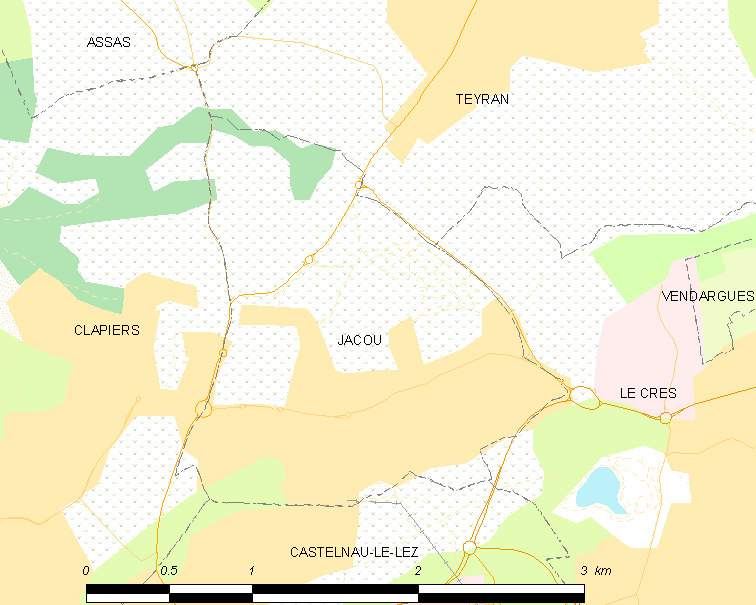
雅库的OSM定位图

## 行政
雅库的邮政编码为34830，INSEE市镇编码为34120。

## 政治
雅库所属的省级选区为蒙彼利埃-卡斯泰尔诺勒莱兹县。

## 人口

1962-2008年间雅库人口变化图示

雅库于2022年1月1日时的人口数量为6964人。